# Creolophus
Creolophus är ett släkte av svampar. Creolophus ingår i familjen Hericiaceae, ordningen Russulales, klassen Agaricomycetes, divisionen basidiesvampar och riket svampar.